# ドイツ連邦道路427号線
ドイツ連邦道路427号線 (独: Bundesstraße 427、短縮形 B 427) はドイツのラインラント＝プファルツ州南部の、ズュートヴェストプファルツ郡 ヒンターヴァイデンタール、ズュートリヒェ・ヴァインシュトラーセ郡 バート・ベルクツァバン、およびゲルマースハイム郡 カンデルを通るドイツ連邦道路である。

## コース
アウトバーン 65のカンデルにおけるKandel-Mitteインターチェンジから始まり、カンデルを南西方向に横断する。
ミンフェルトまで続き、超えたところで北西に曲がっていく。プファルツ・マクシミリアン鉄道を越えて、ヴィンデンに至り西に曲がるが、再度マクシミリアン鉄道を越えることになる。ヘルガスヴァイラー、オーバーハウゼン、カペレン＝ドルスヴァイラーを過ぎていく。
バート・ベルクツァバンでドイツ連邦道路38号線、ドイツ連邦道路48号線と交差した後、北西に森林の中を進んでいく。ビルケンヘルト、ラウターシュヴァンの市街地中心を西に通り抜け、北西に進路を取りブーゼンベルクを通過する。ライヒェンバッハからはWieslauterbahnに沿ってダーンの市街地の北側を通過して、B 427はヒンターヴァイデンタールに到着し最終的には、ドイツ連邦道路10号線に合流する。